# تریه ریپدال
تریه ریپدال (به نروژی: Terje Rypdal) (زادهٔ ۲۳ اوت ۱۹۴۷) نوازنده گیتار و آهنگساز اهل نروژ است. اکثر آلبوم‌های وی توسط برند آلمانی ئی‌سی‌ام رکوردز توزیع شده‌اند. ریپدال با سایر هنرمندان ئی‌سی‌ام از جمله دیوید دارلینگ، هم در نقش گیتاریست و هم در نقش آهنگساز همکاری کرده است.
از فیلم‌هایی که وی در آن‌ها نقش داشته است، می‌توان به صفر کلوین اشاره نمود.